# Pietrogradskaja
Pietrogradskaja (ros. Петрогра́дская) – siódma stacja linii Moskiewsko-Piotrogrodzkiej, znajdującego się w Petersburgu systemu metra.

## Charakterystyka
Stacja Pietrogradskaja została oddana do użytku pasażerskiego 1 lipca 1963 roku i jest to stacja metra w której zastosowano system automatycznie rozsuwanych drzwi peronowych. Autorami projektu architektonicznego obecnej postaci stacji są: W. F. Biełow (В. Ф. Белов), A. W. Goworkowski (А. В. Говорковский), W. Ł. Riwin (В. Л. Ривин), N. N. Trieguboje (Н. Н. Трегубое), Ł. I. Szymakowski (Л. И. Шимаковский), a także A. K. Andriejew (А. К. Андреев) i J. J. Moskalenko (Я. Е. Москаленко). Stacja znajduje się przy prospekcie Kamiennoostrowskim, a jej wejście znajduje się w tzw. domu mody. We wstępnych projektach stacja miała nosić nazwę Kamiennoostrowskij Prospiekt (Каменноостровский Проспект) – od wspomnianej arterii komunikacyjnej lub Płoszczad´ Lwa Tołstogo (Площадь Льва Толстого) – od znajdującego się nieopodal placu poświęconego Lwu Tołstojowi. W porównaniu do innych stacji petersburskiego metra, Pietrogrodskaja nie odznacza się wielością ozdób. Główną dekorację stanowił niegdyś witraż poświęcony organizacji komsomolskiej. 31 grudnia 1993 roku w jednym z pobliskich budynków doszło do wybuchu gazu, a wskutek eksplozji witraż uległ zniszczeniu i nie został odnowiony. Ściany przy torach wykładane są ceramiką, ściany przy drzwiach peronowych barwy białej, podobnie sklepienie, któremu nadano formę półkolistą. Do pierwszej dekady XXI wieku lampy na stacji, z uwagi na ich kształt, znane były jako „latające talerze”, ale zostały usunięte i zastąpione mniej charakterystycznymi elementami oświetlenia. Na jednej ze ścian umieszczono złoty panel przedstawiający parę młodych robotników, co ma być nawiązaniem do czasów rewolucyjnego Piotrogrodu.
Pietrogradskaja położona jest na głębokości 53 metrów. Od 1963 do 1982 roku była to początkowa stacja (a według innego sposobu liczenia, końcowa) linii Moskiewsko-Piotrogrodzkiej. Istnieją plany jej rozbudowy i połączenia z innymi liniami petersburskiego metra. Ruch pociągów odbywał się tu od godziny 5:36 do godziny 0:28.  Już na początku 2011 roku planowano zamknąć stację w celu przeprowadzenia niezbędnych napraw. Miało do tego dojść latem 2011 roku, a stacja wyłączona miała zostać z ruchu pasażerskiego na około rok. Ostatecznie jednak zdecydowano, że do tego nie dojdzie, a jej remont zostanie przełożony na okres późniejszy. Według kolejnego planu do zamknięcia miało dojść 1 lipca 2012 roku. Znów jednak zdecydowano się odłożyć te plany na później, tym razem do grudnia tego samego roku. Pietrogradskaja została zamknięta 5 stycznia 2013 roku. Remont miał na celu wymianę zużytych i zniszczonych elementów, a także rozwiązanie problemu wód gruntowych. Ponowne otwarcie stacji zaplanowano na 1 listopada 2013 roku i faktycznie w listopadzie tego roku stacja została przywrócona do użytku.